# Ha Tay
Ha Tay (vietnamita: Hà Tây) foi uma província do Vietnã, localizada no delta do rio Vermelho, agora parte de Hanói. Foi decidido que a província se fundiria com a de Hanói, em 1 de Agosto de 2008.

## Divisões administrativas
Ha Tay continha duas cidades (Hà Đông e Sơn Tây), e doze distritos:
- Ba Vì
- Chương Mỹ
- Đan Phượng
- Hoài Đức
- Mỹ Đức
- Phú Xuyên
- Phúc Thọ
- Quốc Oai
- Thạch Thất
- Thanh Oai
- Thường Tín
- Ứng Hòa